# 5 Saska Dywizja Piechoty
5 Saska Dywizja Piechoty – związek taktyczny piechoty ludowego Wojska Polskiego.
Sformowana 1944 w rejonie Łukowa. Przysięgę złożyła 22 października w Łukowie. Walczyła w składzie 2 Armii WP w operacji łużyckiej i praskiej. Rozkazem NDWP Nr 180 z 19 sierpnia 1945 5 Dywizji Piechoty nadano nazwę wyróżniającą „Saska”.
Po zakończeniu działań wojennych dywizja ochraniała granicę zachodnią. Wchodziła w skład OW Poznań (OW IV). Sztab dywizji stacjonował w Międzyrzeczu. 30 września 1950 przeniesiony został do Sulęcina. W 1949 roku dywizja weszła w skład 2 Korpusu Piechoty, a następnie w 1952 do 2 Korpusu Armijnego.
Wiosną 1957, w ramach kolejnej redukcji, rozformowano dywizję. Jednocześnie 19 Dywizję Pancerną przemianowano na 5 Saską Dywizję Pancerną. Przejęła ona tradycje bojowe 5 Saskiej Dywizji Piechoty.

## Formowanie i szkolenie
Formowanie 5 Dywizji Piechoty pod dowództwem płk. Aleksandra Waszkiewicza rozpoczęło się 5 lipca 1944 początkowo w rejonie 20 km na wschód Żytomierza, a następnie Łukowa.
Oddziały i pododdziały dywizji formowały się w następujących miejscowościach:
Dowództwo 5 Dywizji Piechoty – Nowa Berezowka – Trzebieszów(38233)
- 13 pułk piechoty(65510)[d] – Małe Koszaryszcze (k. Żytomierza) – Kurów, Wierzejki, Szczepanki, Jakusze (65510)
- 14 pułk piechoty[d] – Małe Koszaryszcze
- 15 pułk piechoty(38242)[d] – Charytanówka – Leszczanki (38242)
- 17 pułk piechoty (02037)[d] – Strzakły, Dębowierzchy (02037)
- 22 pułk artylerii lekkiej – Korczunok – Pościsze (70855)
- samodzielny szkolny batalion piechoty – Trzebieszów
- 6 samodzielny dywizjon artylerii samochodowej – Popławy (65528)
- 5 samodzielna kompania zwiadowcza – Nowa Berezowka – Trzebieszów
- 14 samodzielny batalion saperów – Nowa Berezowka – Karwów k. Łukowa (70894)
- 12 samodzielna kompania łączności – Nowa Berezowka – Rogale
- 5 samodzielna kompania obrony chemicznej – Nowa Berezowka – Rogale
- 7 samodzielna kompania transportu samochodowego – Nowa Berezowka – Nurzno
- 8 piekarnia polowa – Trzebieszów
- 5 samodzielny batalion sanitarny – Nowa Berezowka – Trzebieszów (83621)
- 7 ambulans (szpital) weterynaryjny – Nowa Berezowka – Trzebieszów
- pluton Dowództwa Artylerii – Trzebieszów
- Ruchome Warsztaty Mundurowe – Trzebieszów
- 3043 poczta polowa (02004)
- 1864 bank polowy – Nowa Berezowka – Trzebieszów
- Oddział Informacji Dywizji – Trzebieszów

W dywizji brakowało instruktorów i instrukcji w języki polskim. Zmuszało to do organizowania pododdziałów szkolnych w pułkach oraz specjalistycznych kursów. W drugiej połowie września odbyły się pokazowe strzelania z broni przeciwpancernej, haubic i moździerzy. 21 października przeprowadzono ćwiczenia dywizyjne. W listopadzie i grudniu realizowano bojowe szkolenie doskonalące. W styczniu 1945 zmniejszono liczbę zajęć szkoleniowych do 10 dziennie i 8 w soboty. W ocenie kontrolujących 5 Dywizja została uznana została za najlepiej przygotowaną do walki w 2 Armii WP.
Prowadzono też na dużą skalę indoktrynację polityczną. Zastępca dowódcy dywizji mjr Marian Naszkowski tak oceniał jej skutki: Do PKWN żołnierze odnoszą się z rezerwą, są przekonani o konieczności porozumienia się z Londynem (...) Pojawiły się negatywne i wrogie hasła i wypowiedzi. Przykładowo: „Teraźniejsza polityka to tylko mydlenie oczu” (...). Zawieszono napis: Nie wyznajemy bolszewickiego rządu w Lublinie. Niech żyje rząd londyński. Precz z komunizmem!”.
Dyscyplina w jednostkach dywizji oceniana była negatywnie. Dezercje były na porządku dziennym. Do 20 października zdezerterowało 538 żołnierzy. Największa zbiorowa dezercja z bronią w ręku nastąpiła w nocy z 27/28 września. Żołnierze Armii Krajowej wprowadzili do lasu kompanię fizylierów 13 pp liczącą 66 żołnierzy. Do pułku nie wróciło 20 fizylierów. Uciekinierów często stawiano przed sądem. 19 października z wyroku sądu rozstrzelano dwóch dezerterów. 27 listopada powołano do życia nieetatowy pluton karny.
22 października w Łukowie odbyła się przysięga wojskowa. Na uroczystość przybył dowódca 2 Armii gen. Stanisław Popławski. Dowódcą uroczystości był zastępca dowódcy 5 Dywizji Piechoty do spraw liniowych ppłk Aleksander Struc. Po nabożeństwie gen. Popławski zaprzysiągł dowództwo dywizji, a płk Waszkiewicz przyjął rotę przysięgi od żołnierzy dywizji. Po wystąpieniach gości odśpiewano „Rotę” i pododdziały przedefilowały przed dowództwem. Przysięga przyczyniła się do poprawy dyscypliny oraz bardziej pozytywnego nastawienia ludności cywilnej do żołnierzy dywizji.

## Działania zbrojne

### Marsz w kierunku frontu
19 stycznia 1945 dywizja otrzymała rozkaz marszu na zachód. Tym samym dywizja zakończyła ponad pięciomiesięczny okres formowania i szkolenia na Ziemi Łukowskiej. Przegrupowanie operacyjne wykorzystano do demonstrowania siły nowej władzy wobec mieszkańców centralnych i zachodnich ziem Polski. Pierwszym etapem była Warszawa. Tam dywizja miała objąć służbę garnizonową. O 12:00 z Trzebieszowa wyruszył 13 pp z 3/22 pal oraz 14 bsap, a o 13:00 główne siły dywizji: 15 pp z 2/ 22 pal i 17 pp z 1/22 pal oraz tyły dywizji i jednostki dywizyjne. Osobną kolumną stanowiła kolumna sanitarna. Pułki maszerowały przez Łuków, Stoczek Łukowski, Siennicę, Kołbiel i Starą Miłosnę.
W Warszawie i Łodzi
Rozkazem dowódcy armii gen. Karola Świerczewskiego, 23 stycznia 5 Dywizja Piechoty przejęła od 2 Dywizji Piechoty służbę garnizonową w Warszawie. Dywizję podporządkowano naczelnemu dowódcy WP, a gen. Aleksander Waszkiewicz został dowódcą garnizonu Warszawa. 15 pp ochraniał Pragę, 13 pp patrolował północną część Warszawy, a 17 pp południową. 1 lutego działania ochronne w Warszawie przejęła 8 Dywizja Piechoty, a 5 DP skierowana została do Łodzi. Marsze wykorzystywane były do doskonalenia działań bojowych. Również w Łodzi kontynuowano szkolenie doskonalące. Specjalne zadanie otrzymał 15 pp, który miał ochraniać obozy dla niemieckich jeńców wojennych. Do wykonania tego zadania 15 pułk piechoty wyruszył 8 lutego. Jego 1 bp ochraniał obóz w Kaliszu, 2 bp w Ozorkowie, a 3 batalion w Sikawie. W centralnej Polsce wojska dywizji prowadziły kampanię propagandową na rzecz Rządu Tymczasowego i realizowania programu lewicy.
27 lutego 5 Dywizja Piechoty rozpoczęła marsz w rejon koncentracji wojsk polskich. Przegrupowała się po trasie: Aleksandrów Łódzki – Turek – Poznań – Oborniki – Czarnków, a 13 marca ześrodkowała się w rejonie Wojcieszyc, Różanek i Zdroiska.
W rejonie Gorzowa i Wrocławia
Po ześrodkowaniu dywizja otrzymała zadanie zorganizować obronę od Mironic, poprzez Gorzów Wlkp. i Santok do Górek. Główny wysiłek miała skupić na drogach prowadzące do Gorzowa. Stanowisko dowodzenia dywizji rozbudowano w Różankach. Ugrupowana była w jednym rzucie. Na prawym skrzydle 17 pułk piechoty z 1 i 2/22 pal bronił pasa od Mironic, poprzez Gorzów Wielkopolski, do punktu około 5 km na zachód wzdłuż Warty. Na lewym skrzydle, do Górek, bronił się 13 pułk piechoty z 3/ 22 pal. W odwodzie pozostał 5 batalion szkolny i 6 dywizjon dział pancernych. Działania miały charakter szkoleniowy. Odległość od linii frontu w owym czasie przekraczała 100 km.
20 marca oddziały dywizji rozpoczęły marsz w rejon Wrocławia. Żołnierze przegrupowali się trasą Leszno-Rawicz. Dwa dni odpoczywali w Oporowie. Po dojściu w rejon Wrocławia 5 Dywizja rozbudowała obronę w pierwszym rzucie na prawym skrzydle armii, na rubieży od Brzegu Dolnego do Pęgowa. Sztab dywizji stacjonował w Rościsławicach. Jednostki rozpoczęły przygotowanie do zluzowania jednostek sowieckich blokujących Wrocław. 4 kwietnia zmieniono rozkazy i 5 Dywizja Piechoty pomaszerowała nad Nysę Łużycką. Skończyło się ponad 1000 kilometrowe przegrupowanie dywizji na front.

### Walki w Łużycach
Natarcie
16 kwietnia o godz. 6:15 2 AWP przystąpiła do operacji łużyckiej. W początkowej fazie w artyleryjskim przygotowaniu natarcia uczestniczyła artyleria dywizji. Wykonywały one ognie na rzecz 8 Dywizji Piechoty. Będąca w II rzucie 5 Dywizja Piechoty o 16:00 przeprawiła się przez Nysę Łużycką po moście drewnianym zbudowanym w rejonie na północ od Nieder Neundorf i ześrodkowała się w lesie na północy miejscowości. W drugim dniu operacji wzmocniona 16 Brygadą Pancerną i 28 pułkiem dział pancernych weszła do działań zza prawego skrzydła 9 Dywizja Piechoty w kierunku Petershein, Klitten. Do bitwy miała wejść po wschodniej stronie Weißer Schöps, pomiędzy miejscowościami Trebus, na Ober Spreehammer. 17 kwietnia po południu 5 DP odpoczywała pomiędzy Rothenburgiem a wsią Nieder Neundorf. Gen. Świerczewski postanowił wprowadzić dywizje w lukę między 9 a 7 Dywizją Piechoty. Wieczorem o 21:00 wojska otrzymały rozkaz o wejściu do działań wzdłuż rzeki Weißer Schöps. Pułki piechoty trzeba było przegrupować przez rzekę po jednym moście. 13 pułk piechoty miał uderzyć na północ w kierunku Rietschen, a 17 pułk piechoty na zachód. 15 pułk piechoty (bez dwóch batalionów), miał działać na styku 13 i 17 pp. Piechotę silnie wzmocniono czołgami i artylerią.
Ostatecznie dywizja przeszła do działań rano 18 kwietnia. Miała ona prowadzić działania samodzielnie, bez styczności z sąsiadami. Nacierający na północ 13 pp około 10:00, podszedł w rejon wsi Trebus. Do wieczora przeszedł około 11 km. Jego natarcie zostało załamane 2 km przed Rietschen. 17 pułk piechoty nacierał w kierunku zachodnim. Około 10:00 natknął się na silny opór w Sandschunke. Po dwóch godzinach zdobył miejscowość. Późnym wieczorem doszedł do rzeki Schwarzer Schöps i sforsował ją. Około godz. 15, w lukę między 13. a 17 pułkiem piechoty, gen. Waszkiewicz wprowadził 15 pp (bez dwóch batalionów). Do wieczora pułk osiągnął rzekę Schwarzer Schöps. Wieczorem 18 kwietnia między 13 a 15 pp istniała luka o szerokości ok. 9 km. Dywizja pozostawała w rozproszeniu. Każdy pułk walczył samodzielnie. Dowództwo, sztab i pododdziały dywizyjne pozostawały z tyłu za siłami głównymi, osiągając Sandschanke.
19 i 20 kwietnia dywizja miała opanować Rietschen, a następnie wyjść na rubież Konigswartha, Krinitz nad rzeką Schwarzer Schöps. Dywizja nadal walczyła na dwóch oddzielnych kierunkach. 17 pułk piechoty współdziałając z 3/16 BPanc sforsował Szprewę i opanował przyczółek na zachodnim brzegu pod Halbendorf. W tym samym czasie 13 pułk piechoty z 2/16 BPanc, wsparty pięcioma bateriami 22 pal nacierał w kierunku Rietschen. Rano, 20 kwietnia, dowództwo i sztab 5 dywizji znajdowało się w Sandschanke, około 18–20 km od głównych sił nacierających na Drezno.
W pościgu
20 kwietnia 2 Armia WP przeszła do pościgu w kierunku Drezna.
5 dywizja nie wykonała zadania dnia wczorajszego. 20 kwietnia miała opanować rubież Konigswartha, Krinitz. 15 pułk piechoty z baterią 2/22 pal i 1/16 BPanc uderzył w kierunku zachodnim. 17 pułk piechoty, wsparty 1/22 pal, 1/6 dapanc i 3/16 BPanc osiągnął rubież Konigswartha. Na pomocniczym kierunku koło Rietschen 13 pułk piechoty, podporządkowany dowódcy 7 Dywizji Piechoty płk. Mikołaja Prus-Więckowskiego, wsparty pięcioma bateriami artylerii i 2 batalionem czołgów, kończył obejście Rietschen.
21 kwietnia 5 Dywizja Piechoty z 3 pm i 28 bsap otrzymała zadanie wyjść w końcu dnia na rubież: Schmorkau, Neues Lager, Konigsbruck, Grafenhein. Tempo natarcia przewidywało pokonanie około 30 km w ciągu doby. Warunki pościgu był niekorzystne. 16 BPanc odeszła do dyspozycji dowódcy armii, a 3 pułk moździerzy nie był jednostką tak mobilną.
Dywizja nacierała na prawym skrzydle zgrupowania uderzeniowego 2 Armii WP. Najdalej na zachód wysunął się 15 pułk piechoty, który do wieczora osiągnął Laske, natomiast 17 pp został zatrzymany przez przeciwnika pod Kamenz i od wieczora rozpoczął o nią walki. 13 pp po zakończeniu walk w rejonie Rietschen wrócił w podporządkowanie dowódcy 5 DP. Dowodzenie dywizją uległo jednak całkowitej dezorganizacji. Dywizja nacierała zgrupowaniami oddalonymi od siebie o około 50 km. Dowództwo, sztab i część jednostek dywizyjnych znajdowało się w Tauer.
Bitwa budziszyńska

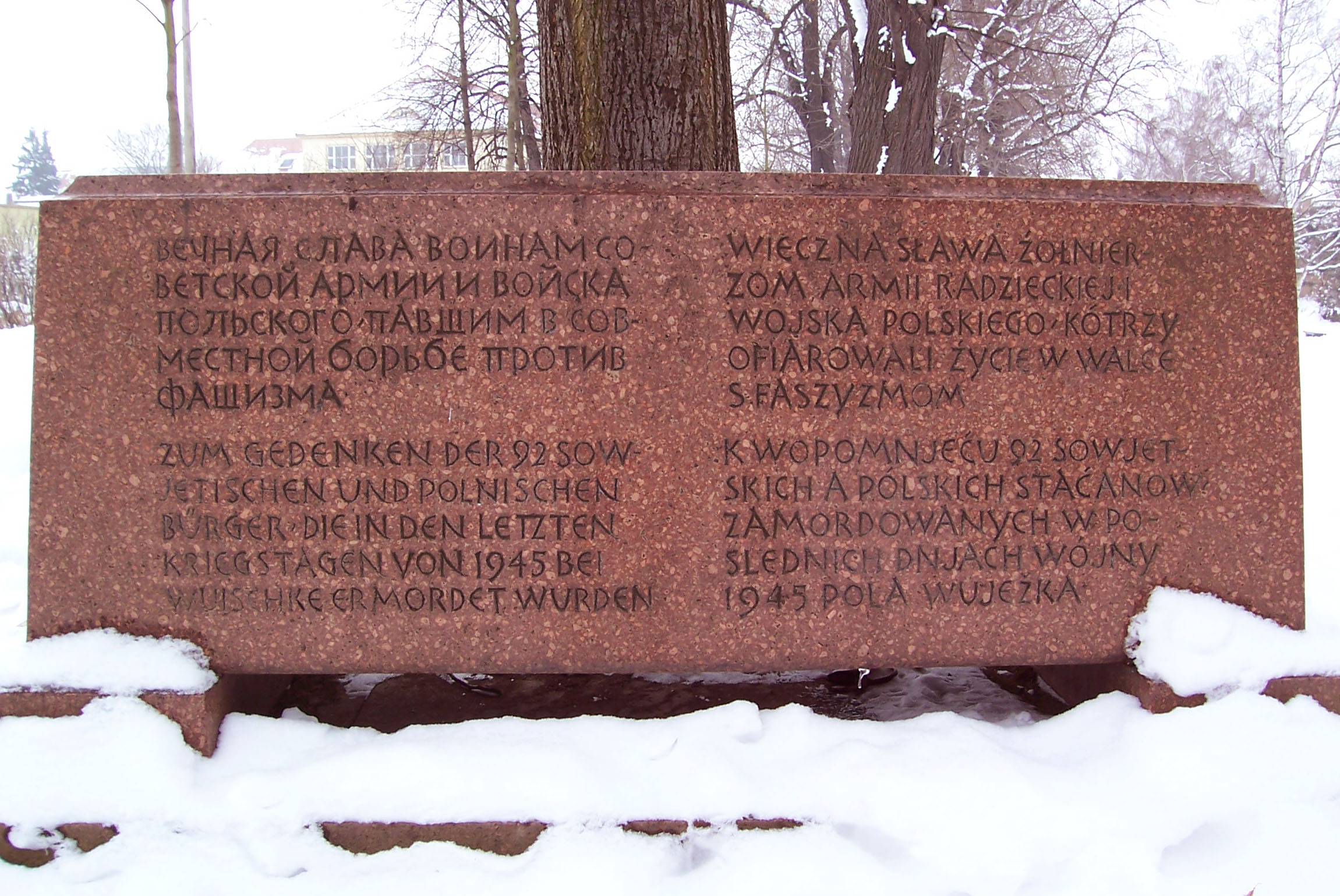
Pomnik radzieckich i polskich ofiar bitwy pod Budziszynem

5 dywizja miała rozrzucone pułki we wszystkich zgrupowaniach 2 Armii. W zgrupowaniu uderzeniowym znajdowały się 17 i 15 pułki piechoty, w zgrupowaniu pomocniczym 13 pułk piechoty i wchodzące na Łużyce 1 i 2 batalion 15 pułku piechoty. Na północ od Budziszyna w Tauer – dowództwo, sztab i część jednostek 5. dywizji. Zgrupowanie pod Tauer zostało rozbite przez uderzających Niemców. Odcięty został również 13 pułk piechoty oraz 1 i 2 batalion 15 pułku. Pododdziały te ponownie podporządkowano dowódcy 7 Dywizji Piechoty.
Zniszczenie stanowiska dowodzenia dywizji
22 kwietnia o 6:30, gen. Waszkiewicz polecił we współdziałaniu z 16 BPanc zorganizować obronę na północno-zachodnim skraju Forstgen. Dowódca brygady zdecydował jednak wspólnie z 5 pczc i 28 papanc przeprawić się za Szprewę. Wobec przecięcia dróg odwrotu na zachód, dowódca brygady zmienił zamiar i postanowił uderzyć na północ w kierunku jednostek sowieckich. Uzgodniono współdziałanie 5 Dywizja Piechoty, 16 BPanc i 14 Brygady Artylerii. Utworzono grupę przełamującą i ok. 14:00 uderzono na Niemców. Początkowo uzyskano powodzenie. Wkrótce jednak kontrataki niemieckie rozbiły atakujące grupy polskie, które to już na własną rękę próbowały wyjść z okrążenia.
W tej fazie walki zginęło dowództwo 16 Brygady. W szeregi czołgistów wkradła się panika. Sytuację chwilowo opanował dowódca 5 Dywizji – gen. Waszkiewicz. Próby przedarcia się w kierunku południowym zawiodły. Zorganizowano odwrót, a następnie obronę. W sytuacji całkowitego zagrożenia spalono dokumenty i ustalono plan wychodzenia z okrążenia do rejonu 7 Dywizji Piechoty. Odwrót osłaniały czołgi. W połowie drogi między Forstgen i Weigersdorfem Niemcy otoczyli grupkę polskich żołnierzy, w której znajdował się gen. Aleksander Waszkiewicz. Żołnierze, którzy dostali się do niewoli, w tym i gen. Waszkiewicz, zostali zamordowani.
Z okrążenia wyszło jedynie kilka grup. W jednej z nich był szef sztabu dywizji, ppłk Piotr Wiesieński. Po tygodniu nawiązał on kontakt z dowódcą armii. Ten mianował go nowym dowódcą 5 Dywizji.
Odpieranie niemieckiego przeciwnatarcia
Brak łączności pomiędzy sztabami armii a 5 Dywizją Piechoty oraz dowództwem dywizji a jej pułkami był przyczyną, że rozkazy ze sztabu armii kierowano bezpośrednio do pułków. 23 kwietnia 5 Dywizja nadal walczyła w rozproszeniu. Oddzielnie pułki piechoty, oddzielnie rozbite grupy pododdziałów dywizyjnych. 15 pułk piechoty miał we współdziałaniu z 8 Dywizją ubezpieczać prawe skrzydło wojsk w rejonie Kamenz, 17 pp został podporządkowany 1 KPanc, a 13. – 7 Dywizji. 17 pp z 1/22 pal miał opanować miasteczko Sdier. W drodze do miasta, pułk współdziałał z sowiecką piechotą i 4 BPanc. Do Skier nie doszedł. 3/15 pp po dojściu do Quoos, zorganizował obronę okrężną. Tuż po przybyciu do miejscowości otrzymał rozkaz powrotu w rejon Kamenz transportem samochodowym. Reszta pułku przegrupowała się pieszo. Pododdziały piesze i konne, w tym artyleria pułkowa, dołączyła do 3 bp o świcie 24 kwietnia.
24 kwietnia 17 pp walczył w rejonie Kauppa, o po jego odrzuceniu zajął podstawy wyjściowe do uderzenia w kierunku Sdier. Po całodziennych krwawych walkach z 1/22 pal i czołgami 4 Brygady Pancernej okopał się na rubieży Zschillichau-Sdier. Zaczęło brakować amunicji, paliwa i żywności. 25 kwietnia pułk otrzymał zadanie opanowania Sdier. Sukcesy odniesione w ciągu dnia zniwelowały niemieckie kontrataki. Ostry kryzys w bitwie budziszyńskiej spowodował potrzebę ściślejszego organizowania obrony. Pułk otrzymał zadanie oderwania się od nieprzyjaciela i przygotowania się do dalszej walki w miasteczku Radibor.
Walczący samodzielnie w obronie 15 pp, 24 kwietnia odpoczywał. Oprócz 9 Dywizji, były to jedynie wojska ze zgrupowania uderzeniowego 2 Armii WP pozostające pod Dreznem. 25 i 26 kwietnia przed frontem pułku również było spokojnie. 26 kwietnia pułk otrzymał rozkaz o przejściu 5 Dywizji Piechoty do odwodu armii. Po południu wyruszył trasą: Laske – Rolbitz – Eutrich i wieczorem doszedł do przedmieść Konigswarthy. Tam po raz pierwszy w walkach na Łużycach połączyły się wszystkie grupy 15 pp.
Również jednostki podległe dowódcy 7 Dywizji Piechoty weszły z powrotem w podporządkowanie dowódcy 5 DP i skierowane w rejon ześrodkowania dywizji w okolice Konigswarthy. 26 kwietnia kolumna samochodów przywiozła również bataliony 15 pp ze wzmocnieniem. Najdłużej poza dywizją walczył 17 pp, podporządkowany dowódcy 1 KPanc. W nocy z 25/26 kwietnia ruszył w kierunku Radiboru. Jednak z uwagi na nowe zagrożenie, skierowano pułk w kierunku wsi Lomske. O świcie pułk został silnie zaatakowany przez piechotę i czołgi nieprzyjaciela. Walka trwała 2 godziny, po czym pułk przeprowadził kontratak w kierunku wsi Crosta.
W obronie
26 kwietnia dowódca 2 Armii WP zdecydował się przejść całością sił do obrony na linii: wzg.172,7, Thonberg, Sdier, Kreba. 5 Dywizja Piechoty stanowić miała odwód armii i rozwinąć się na rubieży: Zescha, Holschdubrau – Draben – frontem na południe. Poza dywizją pozostawał już tylko 17 pp, wzmocniony 1/22 pal. Dołączył w nocy z 28/29 kwietnia. Na korzyść 5 Dywizji Piechoty działały: 2 pułk moździerzy, 3 Brygada Pancerna, 25. i 28 pułk artylerii pancernej oraz 5 pczc. Odtworzono też dowództwo i sztab dywizji. Dowódcą został ppłk Piotr Wiesieński.
W pasie obrony dywizji znajdowały się też radzieckie: 14 Brygada Artylerii i 98 Pułk Moździerzy Gwardii. Około 16:00 na 15 pp uderzył niemiecki oddział pancerny. Atak odparto. 28 i 29 kwietnia kontynuowano obronę. Do dywizji powrócił 17 pułk piechoty. Skuteczność obrony zwiększał ogień artylerii i zapory inżynieryjne.
Nowe dowództwo dywizji pierwszy pełny rozkaz bojowy wydało 30 kwietnia o 16:00. Oddziały dywizji zajęły rubież: Zescha – wzg. 149,0 – Holschdubrau – wzg. 174,0. Ugrupowanie w dwa rzuty. W pierwszym 15 pułk piechoty wsparty 10 czołgami i 7 działami pancernymi, oraz 50 pułkiem artylerii haubic i 3 pułkiem moździerzy, obok 13 pułk piechoty wsparty 44 pah i 22 pal. W drugim rzucie działał 17 pułk piechoty.
Od 28 kwietnia do 4 maja 5 Dywizja pozostawała w obronie.

### W operacji praskiej
4 maja wojska polskie otrzymały zadanie do „operacji praskiej”. Zgodnie z planem Polacy mieli przejść do natarcia 8 maja. Z uwagi na niewielki opór wroga przeszły dzień wcześniej. Dowódca 2 Armii WP zdecydował przełamać obronę na 11 km odcinku Kamenz-Casslau trzema dywizjami (w tym 5 Dywizja Piechoty). Na 25 km kierunku pomocniczym działać miały 8. i 7 Dywizja Piechoty. 4 maja 5 DP przekazała odcinek obrony 8 Dywizji Piechoty i następnego dnia ześrodkowała się w rejonach: sztab dywizji i 17 pp w rejonie Konigswarthy, 13 pp w Neu Steinitz, 15 pp w rejonie Commerau Truppen, 22 pal w lesie na północ od Caminau.
5 maja w godzinach rannych szef sztabu 2 Armii gen. Józef Sankowski przesłał wojskom nowe zadanie. W tym dniu dowództwo dywizji objął płk Stanisław Kupsza. 5 Dywizja Piechoty miała ześrodkować się do rana 6 maja w rejonie Truppen-Cunnewitz. Dowódca zdecydował atakować 17 i 15 pp w pierwszym rzucie. 13 pp stanowił drugi rzut. Dywizję wspierały: 2/16 BPanc, dwie baterie 28 papanc, 6 BAL 7BAH oraz 32 bsap. Natarcie rozpoczęło się 7 maja o 7:30 półgodzinnym przygotowaniem artyleryjskim. Przeciwnik wycofywał się. Około 11:00 przed piechotę wyszły czołgi 1 Korpusu Pancernego. W rejonie Rorki żołnierze natrafili na groby rozstrzelanych przez Niemców żołnierzy batalionu sanitarnego 9 Dywizji Piechoty. Do wieczora czołowe pułki dywizji osiągnęły Taschendorf i Stacha. 8 maja tempo natarcia spadło. Zachodziła konieczność zwalczania drobnych grup nieprzyjaciela. Do wieczora dywizja miała osiągnąć Łabę. Zadania dnia jednak nie wykonała. 9 maja dywizja nacierała wzdłuż Łaby. Po przejściu 9 DP do drugiego rzutu, stała się prawoskrzydłową dywizją zgrupowania uderzeniowego armii. W tym dniu przekroczyła też granicę niemiecko-czeską. Szczególnie duże kłopoty stanowiło pokonywanie tras górskich przez niedoświadczonych kierowców. 9 maja również nie udało się osiągnąć nakazanego rejonu. 10 maja realizowano pościg w kierunku południowym. Dywizja osiągnęła Litomerice i tam 11 maja 1945 zakończyła działania wojenne.
W działaniach na Łużycach dywizja straciła 1250 żołnierzy, w tym 598 poległo (68 oficerów, 155 podoficerów i 375 szeregowych); 92 zmarło z ran (133 oficerów, 20 podoficerów i 59 szeregowych); 32 zmarło z chorób (16 oficerów, 1 podoficer i 15 szeregowych); życie w wypadkach utraciło 26 (5 oficerów, 9 podoficerów i 12 szeregowych); 426 zaginęło bez wieści (54 oficerów, 117 podoficerów i 255 szeregowych), 76 odnalazło się po wojnie; 2500 żołnierzy odniosło rany lub kontuzje.

## Sztandar dywizji
Sztandar, ufundowany przez społeczeństwo miasta Łukowa i powiatu łukowskiego został wręczony dywizji w Łukowie 26 listopada 1944 roku. Gen. Aleksander Waszkiewicz przyjmując sztandar z rąk miejscowych przedstawicieli złożył ślubowanie, że „dywizja nie spocznie, dopóki zwycięskie sztandary polskie nie załopocą nad Berlinem”.
Opis sztandaru
Płat o wymiarach 90x93 cm, obszyty z trzech stron frędzlą żółtą, przymocowany do drzewca przy pomocy 17 kółek metalowych. Drzewce z jasnego, politurowanego drewna, z dwóch części skręcanych za pomocą okuć stalowych. Na drzewcu gwoździe pamiątkowe wbite podczas uroczystości wręczania sztandaru. Głowica w kształcie orła wspartego na cokole skrzynkowym z cyfrą „5”. Do drzewca przymocowane dwie wstążki o barwach biało-czerwonych.
Strona główna
Czerwony krzyż kawalerski; pola między ramionami krzyża białe. Pośrodku orzeł haftowany biało-szarą i czarną nicią w otoku żółto haftowanego wieńca laurowego. Na dolnym ramieniu krzyża, haftowana żółtym jedwabiem, data zaprzysiężenia dywizji: „22.X. 1944”. Na białych polach haftowane żółtą nicią, w otoku wieńców laurowych, cyfry i inicjały pułków wchodzących w skład dywizji: „13 P.P.”; „15 P.P.”; „17 P.P.”; „22 P.A.L.”.
Strona odwrotna
Rysunek jak na stronie głównej. Pośrodku haftowany żółtą nicią napis: „HONOR I OJCZYZNA” w otoku wieńca laurowego. Na ramionach krzyża napis: „PIĄTA DYWIZJA PIECHOTY”. Na białych polach haftowane kontury tarcz i herb Łukowa.

## Okres pokojowy
W pierwszym dniu bez walki żołnierze dywizji porządkowali oporządzenie, czyścili broń, zbierano porzuconą broń niemiecką, brano do niewoli jeńców. W drogę powrotną do kraju dywizja wyruszyła 13 maja 1945. Maszerowała trasą: Benesow-Kamenice-Krasna Lipa Rumburg-Neugersdorf. 15 maja ześrodkowała się w rejonie Zgorzelca. 16 i 17 maja żołnierze odpoczywali. 30 samochodów oddano do dyspozycji pododdziałów zbierających broń i amunicję. Ich miejsce zajmowały „nieetatowe środki transportu”. 17 maja odbyły się uroczystości związane z zakończeniem wojny. Rozpoczęły się mszą za poległych, a kończyły defiladą.

### W ochronie granicy państwowej
Rozkaz dowódcy 2 Armii WP Nr 17 z 19 maja 1945 nakazywał 5 Dywizja Piechoty z dniem 20 maja 1945 przystąpić do obsadzenia granicy państwowej na odcinku od Gryfina do Słubic. Sztab dywizji nakazano rozmieścić w Myśliborzu.
Pułkom piechoty przydzielono do ochrony następujące odcinki granicy:
- 13 pułk piechoty – od Gryfina do Szumiłowa
- 15 pułk piechoty – od Szumiłowa do Orzechowa – sztab w Barwicach (Mieszkowice)
- 17 pułk piechoty – od Orzechowa do Słubic – sztab w Łamierzycach

Na podstawie kolejnego rozkazu dowódcy 2 Armii WP Nr 18 z 27 maja 1945 dywizja przystąpiła do obsadzenia granicy państwowej w pasie: ujście rzeki Rurzycy do Odry – ujście Nysy Łużyckiej do Odry. Na miejsce postoju dowództwa wyznaczono Krzeszyce
- 15 pułk piechoty ochraniał odcinek Grossneuendorf – Dębno (sztab w Barwicy)
- 17 pułk piechoty ochraniał odcinek Dębno – Słubice (sztab w Ośnie)
- 22 Pułk Artylerii Lekkiej ześrodkowany we wsi Krasnołęg

Pod koniec sierpnia 1945 dywizja przekazała odcinek Krajnik – Kostrzyn 12 Dywizji Piechoty, a przyjęła zaś na lewym skrzydle od 11 Dywizji Piechoty odcinek do Mielna. W listopadzie wszystkie oddziały dywizji przeszły do stałych pokojowych garnizonów. Ochronę granicy przejęły Wojska Ochrony Pogranicza.

### Działania polityczno-militarne dywizji
Akcja osiedleńcza

W czerwcu i lipcu dywizja uczestniczyła w akcji wysiedlania Niemców za Odrę. Od lipca do października jednym z głównych zadań wykonywanych przez jej żołnierzy były prace rolne. W końcu czerwca wydano też pierwsze dokumenty dotyczące osadnictwa wojskowego. Obszar zainteresowania dywizji stanowił Obwód Osiedleńczy nr 2. Jego inspektorem obwodowym mianowano płk. Kupsza, a inspektorami powiatowymi – dowódcy pułków piechoty. Pierwszymi osadnikami byli demobilizowani ponad 40-letni żołnierze.
Referendum i wybory do sejmu

29 marca 1946 kraj podzielono na 14 stref zwalczania „politycznego i zbrojnego militarnego podziemia”. Dowódca 5 Dywizji Piechoty odpowiadał za 11 strefę – województwo poznańskie. Pułki dywizji całością lub częściami przegrupowywano też na wschodnie lub południowo-wschodnie tereny kraju, gdzie pełniły służbę ochronną w okresie „referendum”. M.in. 15 pp operował w tym czasie w rejonie Bielska Podlaskiego. W okresie przygotowań do wyborów do Sejmu, skierowano z dywizji grupy ochronne w rejon Miechowa i Bochni.
Dywizja w akcji „Wisła”

W okresie akcji „Wisła” 5 Dywizja Piechoty wystawiła zbiorczy pułk piechoty (5) pod dowództwem ppłk. Władysława Wróblewskiego. Jego pododdziały sformowanie były ze składu różnych jednostek. 1 batalion i kompanię operacyjną wystawił 17 pp, 2 batalion – 22 pal, a 3 batalion – 13. i 15 pp. W połowie kwietnia zakwaterowano 5 pułk zbiorczy w Międzyrzeczu, skąd 19 kwietnia odjechał do Żurawicy. Jako część Grupy Operacyjnej „Wisła” wszedł w podporządkowanie dowódcy 9 Dywizji Piechoty. 26 lipca, po walkach, wrócił do Międzyrzecza.
Czerwiec 1956

W czerwcu 1956 roku oddziały dywizji ćwiczyły na poligonie Wędrzyn. 28 czerwca dowódca dywizji otrzymał zadanie wykonać marsz do Poznania. 29 czerwca do 4:50 jednostki weszły do miasta i przystąpiły do ochrony budynku Wojewódzkiego Urzędu Bezpieczeństwa Publicznego, koszar 10 pułku KBW, Zakładów Naprawczych Taboru Kolejowego, Fabryki Nawozów Sztucznych, Fabryki Rowerów, Fabryki Przetworów Ziemniaczanych i Fabryki Opon „Stomil”. 5 Dywizja Piechoty wydzieliła też odwód dowódcy korpusu i rozmieściła go na Ławicy.

### Kolejne przeformowania
Rozkaz Naczelnego Dowódcy WP Nr 133 z 2 czerwca 1945 podporządkowywał 5 Dywizję Piechoty dowódcy 1 Korpusu Armijnego. Rozkazem Naczelnego Dowódcy WP Nr 00510 z 5 września 1945, 5 Dywizję Piechoty podporządkowano dowódcy Poznańskiego Okręgu Wojennego.
Na etaty pokojowe dywizja przeszła na podstawie rozkazu Naczelnego Dowódcy WP Nr 0305/Org. z 10 listopada 1945. Zmniejszono wtedy stan liczbowy dywizji do 5500 żołnierzy. Rozformowaniu uległy:
- 5 samodzielny batalion sanitarny
- 5 samodzielna kompania zwiadowcza
- samodzielny szkolny batalion piechoty
- 5 samodzielna kompania Obrony Chemicznej
- samodzielny pluton Dowództwa Artylerii Dywizyjnej
- 7 samodzielny ambulans weterynaryjny
- 8 piekarnia polowa
- Ruchomy Warsztat Taborowo – Mundurowy

Na podstawie rozkazu MON Nr 0045/0rg z 17 maja 1951 dywizja została przeformowane na etaty 2/119-2/128 (typu A) o stanach 8018 żołnierzy oraz 160 pracowników cywilnych (do końca 1951 r. miała funkcjonować w stanach zmniejszonych, 7857 żołnierzy i 160 pracowników cywilnych). Dywizję też wydatnie wzmocniono. W jej skład wszedł daplot z 18 armatami plot. W pułkach utworzono kompanię plot liczącą 12 km plot oraz baterię artylerii samobieżnej z 4 (czas „W” 6) działami SU-76 i baterię artylerii z 4 armatami ZiS-30. W batalionach utworzono pluton plot z 4 km plot oraz wprowadzono ponownie (wycofane w końcu lat czterdziestych) armaty 45 mm wz 37/42, zwiększono nasycenie bronią maszynową. Na etatowym wyposażeniu dywizji piechoty typu A było: 12 dział samobieżnych SU-76 (etat „W” – 18 sztuk), 78 dział, 18 armat plot, 99 moździerzy oraz 650 ciągników i samochodów (etat „W” 1154 pojazdy).

### Rozmieszczenie po przedyslokowaniu
W 1949 dywizja stacjonowała w następujących garnizonach:
- Dowództwo – Międzyrzecz
- 13 pułk piechoty – Międzylesie
- 15 pułk piechoty – Skwierzyna
- 17 pułk piechoty – Międzyrzecz
- 22 pułk artylerii lekkiej – Sulechów
- 6 dywizjon artylerii przeciwpancernej – Sulechów
- 14 batalion saperów – Międzyrzecz
- 39 batalion łączności – Międzyrzecz
- 9 bateria przeciwlotnicza – Cibórz

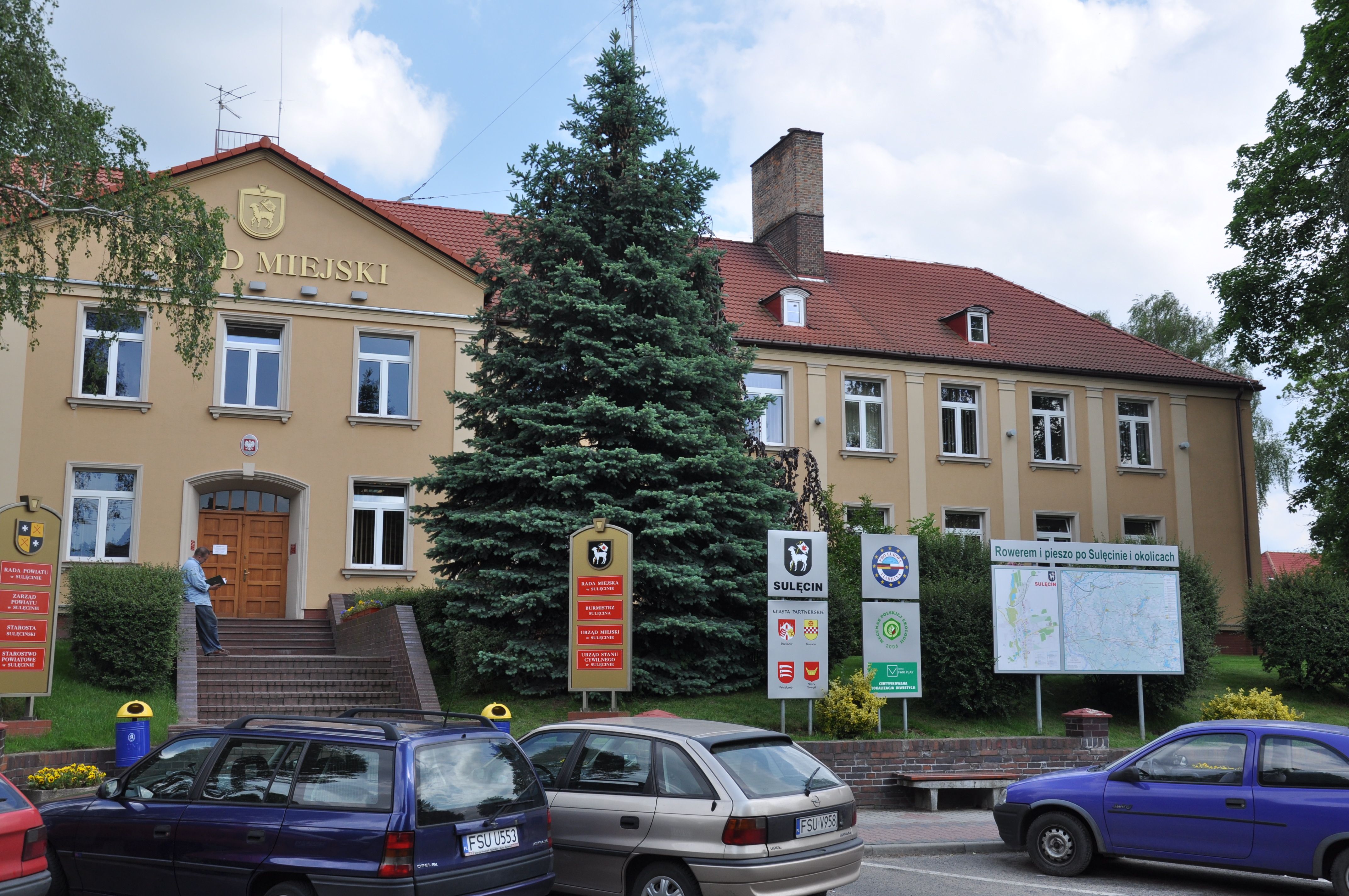
W Sulęcinie w tym budynku stacjonował sztab dywizji

- 23 kompania obrony przeciwchemicznej – Międzyrzecz
- 25 kompania rozpoznawcza (zwiadu) – Międzyrzecz
- pluton samochodowo – transportowy – Międzyrzecz

Jesienią 1950 część jednostek wojskowych przedyslokowano:
- Dowództwo dywizji z Międzyrzecza do Sulęcina (ul. Narutowicza)
- 39 batalion łączności z Międzyrzecza do Sulęcina (ul. Narutowicza)
- 25 kompanię zwiadu z Międzyrzecza do Wędrzyna
- 23 kompanię obrony przeciwchemicznej z Międzyrzecza do Wędrzyna
- 6 dywizjon artylerii przeciwpancernej z Sulechowa do Wędrzyna

## Żołnierze dywizji
Dowódcy dywizji :

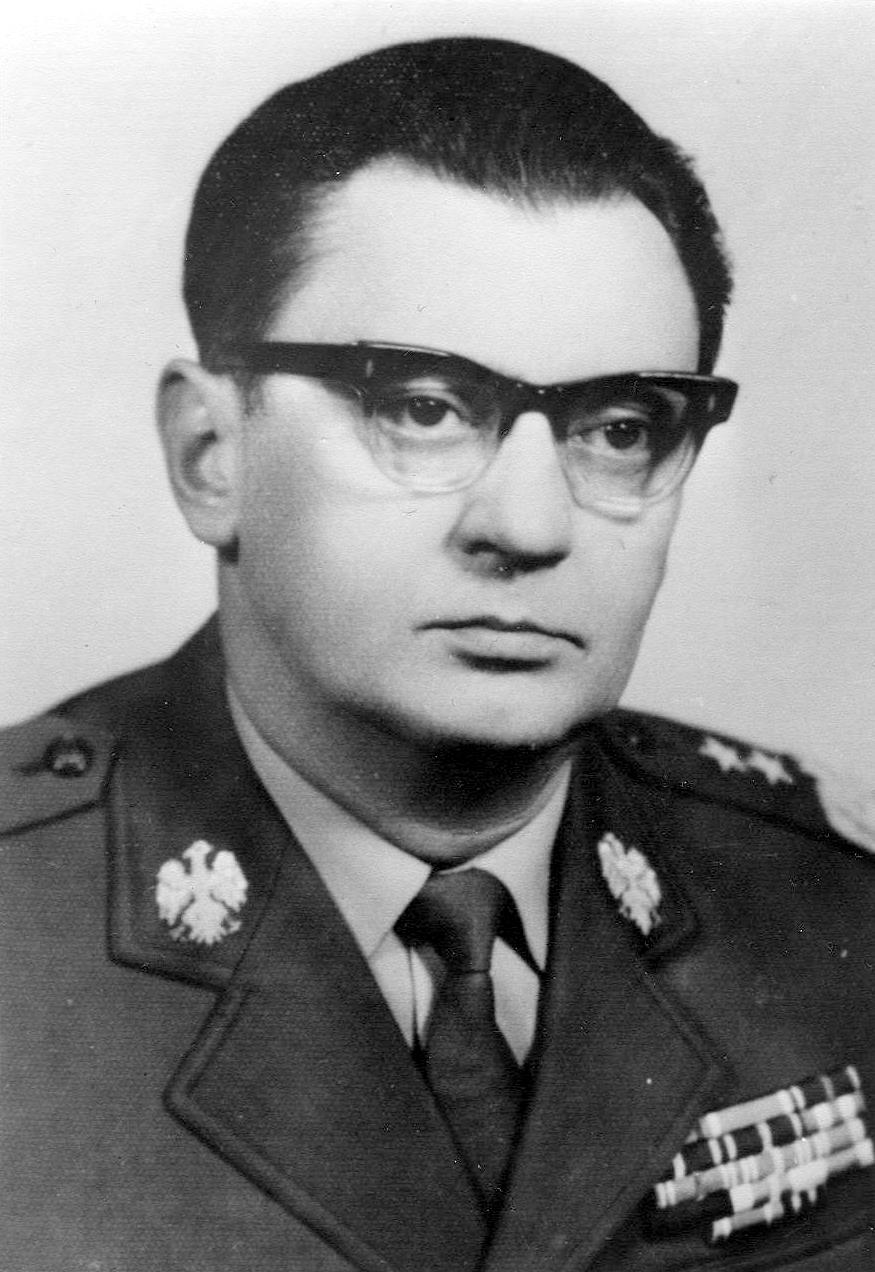
Florian Siwicki, ostatni dowódca dywizji

- płk Gabriel Walikowski 29 lipca – 3 września 1944
- płk (gen. bryg.) Aleksander Waszkiewicz 13 września 1944 – 24 kwietnia 1945[3]
- cz.p.o. płk Piotr Wiesieński (AR) 24 kwietnia 1945 – 4 maja 1945
- płk Stanisław Kupsza 4 maja 1945 – 12 grudnia 1945
- płk Jan Siewko (AR) 12 grudnia 1945 – 7 sierpnia 1946
- gen. bryg. Stanisław Grodzki 7 sierpnia 1946 – 16 listopada 1946
- płk dypl. Stanisław Habowski 16 listopada 1946 – 13 września 1947
- płk Kazimierz Ilnicki (AR) 13 września 1947 – 3 listopada 1948
- ppłk Napoleon Naruszewicz (AR) 3 listopada 1948 – 2 lutego 1950
- ppłk Grzegorz Derus (AR) 2 lutego 1950 – 26 września 1951
- ppłk Franciszek Bąk 26 września 1951 – 26 maja 1952
- płk Józef Sobiesiak 26 maja 1952 – 11 października 1955
- płk Józef Dziadura 11 października 1955 – 7 grudnia 1956
- płk Florian Siwicki 7 grudnia 1956 – 31 października 1957

Oficerowie sztabu dywizji
- Zdzisław Bobecki

## Jednostki wojskowe 5 Dywizji Piechoty
- JW 1586 – Dowództwo 5 Dywizji Piechoty (1946 – 1957)

Międzyrzecz ul. Wojska Polskiego (1945 – 1950)
Sulęcin, ul. Narutowicza (do 1957)
- JW 2635 – 12 Kołobrzeski pułk piechoty(1950 – 1957)
- JW 2462 – 13 pułk piechoty (1946 – 1950)
- JW 1594 – 15 pułk piechoty (1946 – 1957)
- JW 1042 – 17 pułk piechoty (1946 – 1957)
- JW 3309 – 18 pułk czołgów i artylerii pancernej (1955 – 1957)
- JW 2716 – 22 pułk artylerii lekkiej
- JW 2716 – 22 pułk artylerii
- JW 2896 – 122 pułk artylerii lekkiej (1953 – 1955)
- JW 1204 – 6 pułk artylerii lekkiej (1950 – 1955)
- JW 1204 – 6 pułk artylerii (1955 – 1957)
- JW 2465 – 6 dywizjon artylerii przeciwpancernej (1946 – 1957)
- JW 1517 – 26 dywizjon artylerii przeciwlotniczej (1951 – 1955)
- JW 1517 – 128 pułk artylerii przeciwlotniczej (1955 – 1957)
- JW 2726 – 14 batalion saperów (1946 – 1957)
- JW 3141 – 39 batalion łączności (1949 – 1957)
- JW 1028 – 25 batalion rozpoznawczy (1955 – 1957)
- JW 1070 – (5) Dywizyjny Punkt Zaopatrzenia (1955 – 1957)
- JW 1202 – 51 batalion medyczno – sanitarny (1955 – 1956)
- JW 1633 – (36) Ruchomy Warsztat Naprawy Samochodów (1951 – 1957)
- JW 1662 – 116 Ruchomy Warsztat Naprawy Sprzętu (1955 – 1957)
- JW 3100 – 53 Batalion Samochodowo – Transportowy (1955 – 1957)